# Claude V. Parsons
Claude VanCleve Parsons (* 7. Oktober 1895 bei McCormick, Pope County, Illinois; † 23. Mai 1941 in Washington, D.C.) war ein US-amerikanischer Politiker. Zwischen 1930 und 1941 vertrat er den Bundesstaat Illinois im US-Repräsentantenhaus.

## Werdegang
Claude Parsons besuchte die öffentlichen Schulen seiner Heimat und unterrichtete danach bis 1922 selbst als Lehrer. Im Jahr 1923 absolvierte er die Southern Illinois State Normal School in Carbondale. Zwischen 1922 und 1930 amtierte Parsons als Schulrat im Pope County. Gleichzeitig war er auch Zeitungsverleger und Herausgeber. Außerdem schlug er als Mitglied der Demokratischen Partei eine politische Laufbahn ein.
Nach dem Rücktritt des republikanischen Abgeordneten Thomas Sutler Williams wurde Parsons bei der fälligen Nachwahl für den 24. Sitz von Illinois als dessen Nachfolger in das US-Repräsentantenhaus in Washington gewählt, wo er am 4. November 1930 sein neues Mandat antrat. Nach fünf Wiederwahlen konnte er bis zum 3. Januar 1941 im Kongress verbleiben. Während dieser Zeit wurden dort die meisten der New-Deal-Gesetze der Bundesregierung unter Präsident Franklin D. Roosevelt verabschiedet. Im Jahr 1935 wurden erstmals die Bestimmungen des 20. Verfassungszusatzes angewendet, wonach die Legislaturperiode des Kongresses jeweils am 3. Januar endet bzw. beginnt.
Im Jahr 1940 wurde Claude Parsons nicht wiedergewählt. Vom 14. Februar 1941 bis zu seinem Tod am 23. Mai desselben Jahres arbeitete er für die United States Housing Authority.